# Ngữ tộc Zapotec
Ngữ tộc Zapotec là một nhóm ngôn ngữ thuộc ngữ hệ Oto-Mangue phát triển từ ngôn ngữ Zapotec nguyên thủy nói bởi người Zapotec trong kỷ nguyên của sự thống trị của Monte Albán.
Ngữ tộc Zapoteca bao gồm nhóm ngôn ngữ Zapotec và nhóm ngôn ngữ Chatino.